# (1711) Sandrine
(1711) Sandrine est un astéroïde de la ceinture principale découvert le 29 janvier 1935 à Uccle par l'astronome belge Eugène Joseph Delporte.

## Historique
Sa désignation provisoire, lors de sa découverte le 29 janvier 1935, était 1935 BB.